# 何基明
何基明（1916年—1994年8月13日），臺灣臺中人，電影與電視劇導演，1956年執導的電影《薛平貴與王寶釧》引起臺語電影熱潮。

## 生平

### 早年
何基明出身於台中的富裕之家，家族開設松明醫院。他幼時在胞姊帶領下接觸電影，十六歲被送至日本學醫時自作主張轉讀電影。東京寫真專門學校（今東京工藝大學）畢業後，他入株式會社十字屋作沖洗工作。
1937年，何基明任職於臺中州廳內務部教育課，對原住民作電化教育。這期間，他以台中州廳理蕃課囑託的身分，接觸到了霧社事件相關資料與人物，便興起把霧社事件拍成電影《青山碧血》的念頭。
戰後初期，何基明住在臺中市平等街，育子何茂雄。何基明擔任台中縣政府電影股長、臺中縣山地同胞撫慰隊長、民眾教育館藝術主任等職。

### 創立華興電影
二十世紀中葉，臺中市因天氣及地理位置優良，吸引農業教育電影公司等製片廠在1949年陸續到該地設立，電影產業發達。何基明就到台中製片廠兼職，但認為不易發揮，便於1949年利用自家後院充作片廠，成立華興電影製片廠，身兼廠長及導演、民間產業簡介影片、廣告片等。何基明所雇用的除了必要的技術人員外，大部份的助手都是家人，在薄利多拍的政策下，漸漸積收入來增添設備和器材，便在台中市南區福興里設立佔地千餘坪的廠房。
何基明的電影生意之一是拍替歌仔戲團拍「連環本戲」，即是將無法當場表演的場面，穿插在轉換場景中。何基明認為既然歌仔戲可片段拍攝成電影，也可進一步把整部戲完全拍成電影。

### 帶動台語片風潮
1955年16釐米台語片《六才子西廂記》上映後，麥寮拱樂社負責人陳澄三找來何基明合作，將民間故事薛平貴以35釐米搬上螢幕，並由何基明之弟何錂明擔任攝影師。8月20日，《薛平貴與王寶釧》在草屯鎮開拍，直至10月底完成，約計耗資新台幣廿五萬元左右。擔任佈景學徒的侯壽峰回想，他們需手工彩繪，如「王寶釧拋繡球」的佈景近20公尺，力求畫面美麗。然而11月，台中市皇賓酒家舉行試片會，《薛平貴與王寶釧》被評論內容「一無足取」。
1956年1月1日，《薛平貴與王寶釧》先在臺北市中央、美都麗、寶宮等四大戲院聯映，並安排拱樂社團員登台演唱。上映幾天，就引起導演白克投稿讚美，如畫面角度美麗、場景轉換自然生動，但男主角用女性、插入〈丟丟銅仔〉等現代曲子十分不相宜。當時，在台北首映票房時打敗當時的首輪洋片，票房創下一百廿萬元。時為《臺灣民聲日報》記者的徐成，稱讚何基明能把握角色的特性與表情，細膩描寫，若干觀眾還因母女相會場面而流淚。該片在臺北上映二十七天，觀眾就近二十萬以上，打破台語片紀錄，使得台中市長林金標特地撰文。同年《薛平貴與王寶釧》續拍第二、三集，為原先橋段重新編劇。年末報導，臺灣影界正熱衷拍台語片，光正進行的就有《補破網》、《金姑看羊》、《薛仁貴與柳金花》、《五子哭墳》等。
繼《薛平貴與王寶釧》後，何基明接著於1956年3月12日與美都歌劇團合作，開拍勾踐故事。但電影《范蠡與西施》票房不佳，輸電影《林投姐》。同年10月27日，何基明導演的《青山碧血》在華興電影橋子頭新廠開拍。他的導演生涯，栽培出何玉華、柯玉霞、洪明麗、賴德南等演員，如歐威就是數次自薦後獲何基明首先於《青山碧血》採用的。 
1957年，台語片風潮正熱時，已有「荒廢正業」的反對聲音出現，何基明也遭冠上「罪魁」。當時政府已開始實行嚴厲的電影審查、剪片，台語片《青山碧血》就被扣發數月之久。

### 改行電視劇
1959年，華興電影生產陷停頓狀態，只能代拍，為省開支便結束其台北辦事處。在華興電影的何玉華，認為該年的情形並非受到國語片的影響，而是由於日片的進口。該年10月，華興電影公司除去公會資格。何基明雖一生執導五十多部電影，最終因欠債而離開電影業。
在赴日本映画放送深造後，何基明1970年受中視僱用，拍攝臺灣第一片台語電視連續劇《玉蘭花》。該年10月19日推出，播演時間為每週一至六晚上9點半至10點。觀眾反應熱烈，原本《玉蘭花》預計三十集，延成七十集。在替中視攝製後，他開始旅居日本，從事教育片的拍攝。

### 晚年
1990年，在何基明幫助下，電影資料館館長井迎瑞在橫濱電影圖書館找到一批日本人在臺灣取景拍攝的劇情片、宣傳片。10月6日，新聞局頒獎表揚何基明，以感謝捐贈史料給電資館。
1990年初時，何基明一度想與福岡電影電視公司合作，將霧社事件再重拍。
何基明晚年曾對記者感嘆說，因他《薛平貴與王寶釧》帶動的熱潮，讓跟拍台語片的一些人落得傾家蕩產，甚至跳樓自殺，因此他被說是「台語片的罪人」、「害死許多人」。1992年10月3日，何基明遇近年致力於保存台灣電影文化的影評人張昌彥時，情緒激動得流下眼淚。該年11月17日，在經電影資料館長井迎瑞、影劇協會、製片協會和導演協會等九個電影團體聯名推荐下，何基明獲金馬獎終身成就特別獎。
1994年8月13日上午，因糖尿病導致心臟衰竭，病逝於中國醫藥大學附設醫院，享壽78歲。

## 身後
早於1957年，臺中市議會議長張啓仲、國民黨台中市黨部主委邱欽洲等就稱賞何基明在將來台語片歷史上「應寫在第一頁」。學者蘇致亨所撰寫臺語電影史《毋甘願的電影史：曾經，臺灣有個好萊塢》，第一章就從何基明與林摶秋開始講起。
2013年夏，國立臺南藝術大學音像與影像維護研究所教師曾吉賢，在苗栗縣一家露天戲院倉庫中意外找到佚失已久的《薛平貴與王寶釧》膠卷。2016年8月11日，臺南藝術大學音像藝術學院及富邦文教基金會共同主辦《薛平貴與王寶釧》數位修復放映記者會上，飾演該片王寶釧的演員吳碧玉應邀出席。